# Astraspis
Astraspis (= „sternenbedeckter Panzer“) ist eine Gattung ausgestorbener, fischartiger, gepanzerter Wirbeltiere und von Fossilien aus Meeressedimenten des Ordovizium bekannt. Fossilien der Gruppe wurden schon im 19. Jahrhundert entdeckt. Es waren die ersten Wirbeltierfossilien aus dem Ordovizium bis zur Entdeckung der Arandaspida in den 1970er Jahren.

## Merkmale
Bei Astraspis waren Kopf und der im Querschnitt ovale vorderer Rumpf durch Dorsal- und Ventralschild und einer Reihe dazwischen liegender Branchialschilde geschützt. Beide Schilde bestanden aus zahlreichen pilzartigen, sternförmigen oder vieleckigen Plättchen (Tesserae) aus Aspidin, die im Zentrum mit großen Tuberkeln aus Zahnbein besetzt waren, die wiederum eine Kappe aus durchscheinendem Zahnschmelz trugen. Die Knochenschilde sind relativ dick und bestanden aus drei Schichten, einer unteren Lamellenschicht, einer mittleren von Gefäßen durchzogenen, spongösen Schicht und den oberflächlichen Tuberkeln, die jeweils eine von dentinartiger Substanz begrenzte Pulpa besaßen. Die zentrale Tuberkel gibt die Stelle an, von der bei juvenilen Exemplaren die Verknöcherungen ausgingen. Sie wuchsen durch Anlagerung weiterer, kleinerer Tuberkel. Der Dorsalschild besaß kräftige Längsgrate. Zwischen den Branchialschilden lagen acht (Benton) oder zehn Kiemenöffnungen. Die Knochenpanzer zeigen Anzeichen für lokale Auflösungen und Neubildung. Dies könnte auf Verletzungen und darauf folgende Heilprozessen hindeuten. Der hintere Rumpf wurde durch rhombische Schuppen geschützt und endete in einer abgerundeten Schwanzflosse. Paarige Flossen, Rücken- und Afterflosse fehlten. Die Augen lagen seitlich. Ein Seitenliniensystem ist vorhanden. Es liegt in Gruben in den Knochenschilden. Die innere Anatomie der Tiere ist unbekannt.

## Systematik
Astraspis wird den Pteraspidomorphi zugeordnet und wurde wegen der azellulären Struktur der großen Dorsal- und Ventralschilde innerhalb dieser Gruppe zunächst innerhalb der Heterostraci gestellt. Da diese aber nur eine äußere Kiemenöffnung pro Kopfseite hatten, Astraspis aber bis zu zehn, werden sie heute in das Taxon Astraspida gestellt (Astraspidiformes bei Nelson). Es wurden zwei Arten beschrieben, Astraspis desiderata und Astraspis splendens. Von einigen Autoren wird auch die nur durch wenige fragmentarische Überreste bekannte Gattung Eriptychius aus den Harding-Sandsteinen am Rand der Rocky Mountains (Mittleres Ordovizium) zu den Astraspida gezählt (sonst Eriptychiida).